# Гуаншань
Гуанша́нь (кит. упр. 光山, пиньинь Guāngshān) — уезд городского округа Синьян провинции Хэнань (КНР). Уезд назван в честь находящейся на его территории горы Гуаншань.

## История
При империи Хань эти земли входили в состав уезда Сиян (西阳县).
Во время южной династии Сун в 448 году были созданы уезды Гуанчэн (光城县) и Лэань (乐安县). При империи Суй в 583 году уезд Гуанчэн был присоединён к уезду Лэань. В 598 году уезд Гуанчэн был выделен вновь из уезда Лэань, получив при этом название Гуаншань.
В 1949 году был образован Специальный район Хуанчуань (潢川专区), и уезд вошёл в его состав. В 1952 году Специальный район Хуанчуань был присоединён к Специальному району Синьян (信阳专区). В 1970 году Специальный район Синьян был переименован в Округ Синьян (信阳地区).
В 1998 году постановлением Госсовета КНР были расформированы округ Синьян, уезд Синьян и город Синьян, и был образован городской округ Синьян.

## Административное деление
Уезд делится на 2 уличных комитета, 7 посёлков и 10 волостей.